# Ezio Pinza
Ezio Pinza, né Fortunato Pinza le 18 mai 1892 à Rome, en Italie, et mort le 9 mai 1957 à Stamford, dans le Connecticut, aux États-Unis, est une basse italienne.

## Biographie
Doté d'un physique athlétique, il se destinait à l'origine au cyclisme, mais fut encouragé par son père à développer sa voix chaude, volumineuse et expressive. Il étudia à Ravenne, sa ville d'origine, puis à partir de 1910 au Conservatoire Giovanni Battista Martini de Bologne avec Alessandro Vezzani. Il débuta à Soncino (province de Crémone) dans le rôle d'Oroveso (Norma de Bellini) en 1914. Dès 1916, il chanta au Teatro Dal Verme dans La forza del destino et Poliuto. 
Sa carrière démarra pour de bon après la Première Guerre mondiale. Il chanta à Florence et à Rome en 1919, puis à la Scala de Milan en février 1922 (dans Pimene de Boris Godounov), où ce fut le début de sa longue et fructueuse collaboration artistique avec Arturo Toscanini. Il chante Don Giovanni au Festival de Salzbourg en 1930 sous la direction de Bruno Walter.
Antifasciste convaincu (ce qui ne lui épargna pas une interpellation par le FBI en 1942 et un séjour à Ellis Island du fait de sa nationalité italienne), il suivit celui-ci aux États-Unis, et chanta au Metropolitan Opera de New York de 1926 (débuts dans La Vestale avec Rosa Ponselle) à 1948, notamment sous la direction de Bruno Walter (un légendaire Don Giovanni de 1942), dans une cinquantaine d'opéras différents. Il chante avec Toscanini dans la IX° symphonie ou la Missa solemnis de Ludwig van Beethoven, comme dans le Requiem de Giuseppe Verdi.
À partir de 1948, le déclin vocal devenu sensible, il se produisit dans des spectacles de Broadway (il est Emile de Becque dans South Pacific) ainsi que dans des films (Carnegie Hall  en 1947; Tonigh we sing en 1953 où il joue le rôle de Fédor Chaliapine) et même à la télévision.
Outre Don Giovanni, on compte parmi ses rôles de prédilection Figaro (Les Noces de Figaro) et don Basilio (Le Barbier de Séville) ainsi que le rôle-titre du Mefistofele d'Arrigo Boito. Sa voix étendue, sa ductilité et la beauté de son timbre lui permirent un répertoire très large, en italien, français, anglais et allemand.
Le flambeau d'Ezio Pinza au sommet du chant profond italien fut repris par Cesare Siepi, puis par Ruggero Raimondi.

## Legs discographique
Pinza a laissé de nombreux enregistrements, dans l'opéra comme dans la comédie musicale, couvrant une période de plus de 30 ans, du début des années 1920 aux derniers disques lyriques de 1951-52.